# Jana Fernández
Jana Fernández Velasco, född den 18 februari 2002, är en spansk fotbollsspelare.

## Karriär
Jana Fernández inledde sin seniorkarriär i FC Barcelona år 2018. Hon har även representerat den spanska damlandslaget där hon debuterade år 2024.